# AHS Krab
Die AHS Krab (Armatohaubica Samobieżna, auf Deutsch sinngemäß „Selbstfahrlafette“) ist ein selbstfahrendes gepanzertes Artilleriegeschütz, das von den polnischen Unternehmen Huta Stalowa Wola und OBRUM produziert wird.

## Entwicklung
Im Jahr 1997 startete Polen eine Ausschreibung für ein neues Panzerartillerie-System für die Polnischen Streitkräfte. Diese beabsichtigten rund 130 Systeme zu beschaffen. Dabei strebte Polen einen Technologietransfer von einzelnen Komponenten an, um daraus ein selbstfahrendes gepanzertes Artilleriegeschütz zu entwickeln. Ein erster Prototyp, der auf dem PT-91-Fahrgestell basierte, entstand 2001. Da dieser von den Polnischen Streitkräften abgelehnt wurde, kam keine Serienproduktion zustande. Daraufhin wurde eine erneute Ausschreibung durchgeführt, und bis zum Jahr 2006 wurden schließlich zwei neue Prototypen gefertigt. Diese verwendeten das Fahrgestell der K9 Thunder aus Südkorea, den Geschützturm der AS90 Braveheart aus dem Vereinigten Königreich sowie ein 155-mm-Geschütz von BAE Systems. Mit diesen beiden Prototypen erfolgte die Truppenerprobung. In Folge finanzieller Schwierigkeiten verzögerte sich eine Serienproduktion bis zum Jahr 2011. Erst dann startete die Serienproduktion und die ersten Fahrzeuge wurden 2015 an die Polnischen Streitkräfte ausgeliefert. Basierend auf einem Auftrag aus dem Jahr 2021 will Polen insgesamt 120 Krab für rund eine Milliarde Euro beschaffen.

## Technik

### Fahrzeug
AHS Krab ist auf einem Kettenfahrgestell der K9 aufgebaut und wiegt 49,68 Tonnen. In gefechtsbereitem Zustand wiegt die AHS Krab 52,14 Tonnen. Das Fahrzeug ist 7,44 m lang (ohne Geschützrohr), 3,48 m breit und 4,41 m hoch. Das Laufwerk ist ein Stützrollenlaufwerk mit sechs Lauf- und zwei Stützrollen je Seite. Die Kette ist eine Verbinderkette, die mit Gummipolstern ausgestattet werden kann. Zum Einsatz kommt ein hydropneumatisches Fahrwerk. Die Bodenfreiheit beträgt 440 mm. Angetrieben wird das Fahrzeug von einem MTU 881 Ka-500 8-Zylinder-Dieselmotor mit einer Leistung von  736 kW (ca. 1000 PS). Weiter ist ein Hilfstriebwerk vorhanden, mit welchem die AHS Krab betrieben werden kann, wenn der Dieselmotor abgeschaltet ist. Die Höchstgeschwindigkeit beträgt 67 km/h und der maximale Fahrbereich liegt bei rund 650 km. Das Fahrzeug kann Steigungen von 60 % und vertikale Hindernisse von 0,8 m überwinden. Die maximal zulässige Querneigung liegt bei 30 % und das Fahrzeug kann ohne Vorbereitung Gewässer mit einer maximalen Tiefe von 1 m durchfahren. Das Fahrzeug verfügt über ABC-Schutz und die Panzerung schützt vor Granatsplittern und dem Beschuss von Infanteriewaffen. Der Fahrerplatz befindet sich vorne rechts neben dem Motor. Der Rest der Besatzung ist im hinteren Teil des Fahrzeuges im Waffenturm untergebracht. Das Auf- und Absitzen der Besatzung erfolgt durch eine Tür im Wannenheck. Zur Selbstverteidigung ist links auf dem Turmdach auf einer Drehlafette ein NSW-Maschinengewehr mit 500 Schuss montiert. Weiter ist an der Turmfront eine Nebelmittelwurfanlage im Kaliber 81 mm mit acht Rohren verbaut.

### Geschütz
Die Waffenlage mit dem Geschütz ist in dem AS90-Geschützturm verbaut. Als Geschütz wird eine 155-mm-Haubitze von BAE Systems mit 52 Kaliberlängen (L/52) verwendet. Der Seitenrichtbereich des Geschützes beträgt 360°. Der Höhenrichtbereich liegt bei −3,5 bis +70°. Bei der Rohrwiege sind am Geschützrohr zwei hydropneumatische Rohrbremsen und Rohrvorholer montiert. Im hinteren Drittel des Geschützrohres ist ein Rauchabsauger installiert. Am Rohrende ist eine Zweikammer-Mündungsbremse angebracht, die den Rückstoß mindert. Sowohl der Turm wie auch das Geschützrohr wird mit einem Elektromotor gerichtet. Am Turm ist eine v0-Messanlage zur Messung der Mündungsgeschwindigkeit angebracht. Geschütz und Geschosse erfüllen die Vorgaben des Joint Ballistics Memorandum of Understanding (JBMoU) der NATO. Im Waffenturm sind in drei Magazinen 60 Geschosse sowie die dazugehörigen Treibladungen untergebracht. Das Geschütz ist mit einem halbautomatischen Ladesystem ausgerüstet. Das Ladesystem führt die Geschosse zu und setzt sie im Rohr an; die Treibladungen legt ein Bediener ein. Die Treibladungsanzünder werden automatisch in den Verschlussblock zugeführt.
Mit dem Ladesystem können innerhalb von rund 10 Sekunden 3 Schuss abgefeuert werden. Danach können innerhalb von 3 Minuten 18 Schuss abgefeuert werden. Somit kann eine Batterie mit vier Krab innerhalb einer Minute rund 1 Tonne Munition ins Ziel bringen. Für anhaltendes Feuer ist wegen der Erhitzung des Rohres die Schussfolge auf 2–3 Schuss pro Minute begrenzt. Krab kann 3 Geschosse nacheinander so abfeuern, dass alle Geschosse gleichzeitig im Ziel eintreffen (MRSI).

### Munition
Krab verwendet getrennt geladene Munition mit variablen Treibladungsbeuteln (Zonenladungen). Das heißt, das Geschoss und die Treibladung werden nacheinander geladen. Es können die NATO-Standard-Treibladungen sowie die DM72-Treibladungen verwendet werden. Die Krab kann nahezu die gesamte 155-mm-NATO-Munition verschießen. Mit Standardgeschossen werden Schussdistanzen von 24–30 km erreicht. Mit reichweitegesteigerten Geschossen wie RAP (Rocket-Assisted Projectile), HEER (High Explosive Extended Range) und ERFB (Extended-Range-Full-Bore-Geschoss) beträgt die maximale Schussdistanz rund 40 km. Dabei soll die Streuung bei 0,5 % in der Schussdistanz sowie bei rund 0,1 % im Azimut liegen.

### Feuerleitanlage
Zur Geschütz- und Feuerkampfführung kommt die digitale Topaz-Feuerleitanlage von WB Electronics zur Anwendung. Diese verwendet under anderem ein Navigationssystem mit INS und GPS sowie einen ballistischen Computer und einen Waffensystemcomputer. Damit kann die Krab einzeln oder im Verbund einer Batterie eingesetzt werden. Die Feuerleitanlage ermöglicht es, in weniger als 60 Sekunden nach Eingang des Feuerauftrages über einen Datenlink das Feuer zu eröffnen. Ein Zielperiskop mit Laser-Visier ermöglicht die Bekämpfung von Zielen im Direktschuss auf eine Distanz von maximal 4,7 km.

## Nutzerstaaten
- Polen – 170 (bestellt und im Zulauf, davon der größte Teil an die Ukraine abgegeben)[7]
- Ukraine – 108 (aus polnischen Beständen geliefert).[8]

## Kriegseinsätze
Die Krab wird im Zuge vom russischen Überfall auf die Ukraine 2022 von den Ukrainischen Streitkräften eingesetzt. Im Kriegsverlauf wurden bis Juni 2025 mindestens 41 AHS Krab durch Abnutzung, Minen und Feindfeuer zerstört.